# Nyamko Sabuni
Nyamko Ana Sabuni (Buyumbura, 31 de marzo de 1969) es una política sueca, líder del partido Liberal de Suecia. Desde 2006 hasta 2014 desempeñaba el cargo de Ministra de Integración y de Equidad de Género en el gobierno sueco de Fredrik Reinfeldt. Sabuni fue elegida miembro del Parlamento en el año 2002.

## Reseña biográfica
Nació en Buyumbura, Burundi, donde su padre, un político de tendencia de izquierda de Zaire, vivía en el exilio. Su padre es cristiano, mientras que su madre es musulmana. La familia obtuvo asilo político en 1981 y Sabuni creció en Kungsängen, al norte de Estocolmo. Estudió Derecho en la Universidad de Upsala, Política migratoria en la Universidad de Mälardalen en Eskilstuna e Información y Comunicación en la Escuela de Comunicación Berghs de Estocolmo. Se ha descrito a sí misma como no religiosa.
Está divorciada de 2012. Con su exmarido tiene hijos gemelos.

## Carrera política
Fue miembro del directorio de la Juventud Liberal de Suecia de 1996 a 1998. Entre las razones por las cuales se involucró en la política, ha mencionado el asesinato del refugiado marfileño Gerard Gbeyo a manos de un neonazi en la municipalidad de Klippan en 1995. El 17 de julio de 2006, mediante una carta de opinión publicada en el diario Expressen, solicitó exámenes ginecológicos obligatorios para todas las colegialas con el fin de prevenir la ablación de clítoris. También propuso una prohibición del uso del hiyab para niñas de menores de 15 años así como también la inclusión de los crímenes de honor como una categoría independiente dentro del Código Penal Sueco. En julio de 2006 su libro Flickorna vi sviker (Las mujeres que traicionamos) sobre las mujeres en Suecia que viven bajo la amenaza de la violencia de honor, fue publicado.
El 6 de octubre de 2006 el nuevo gobierno de coalición surgido de las elecciones anunció el nombramiento de Sabuni como nueva ministra de Integración y Equidad de Género, siendo la primera persona de ascendencia africana en ser nombrada como ministro en el gobierno sueco. No obstante, el nombramiento no fue bien recibido por los musulmanes suecos, quienes la acusaban de islamofobia y populismo. Su cargo de ministra terminó en octubre de 2014 después de las elecciones, y en el 28 de julio de 2019 fue elegido líder del partido Liberal.